# Nicolas Taccoen
Nicolas Taccoen (Dunkerque, 30 luglio 1986) è un ex cestista francese.

## Palmarès
- Coppa di Francia: 1

Gravelines: 2005
- Match des Champions: 1

Gravelines: 2005